# 搅拌摩擦焊
相位摩擦焊（Friction stir welding，簡稱FSW）也称控制摩擦焊。普通摩擦焊在停车顶锻后，两焊件焊接相位是不能控制的。相位摩擦焊可实现有相位要求工件的摩擦焊接，扩大了摩擦焊的应用领域。目前生产中对诸如六方形断面的零件、八方钢、汽车操作杆、花键轴、拨叉、两端带法兰的轴等均要求采用相位摩擦焊。在电控和机械技术高度发展的前提下，为大吨位相位摩擦焊机的研制提供了保障。

## 简介
该技术是英国焊接研究所（The Welding Institute，简称 TWI）于1991年发明的，并于次年在英国申请了发明专利，同时陆续在世界各国申请了专利保护。得到专利保护并公开以来，搅拌摩擦焊技术首先并主要在铝合金、镁合金等轻金属结构领域得到越来越广泛的应用，同时在高熔点材料领域也获得了一定发展。